# Burglehn Muskau

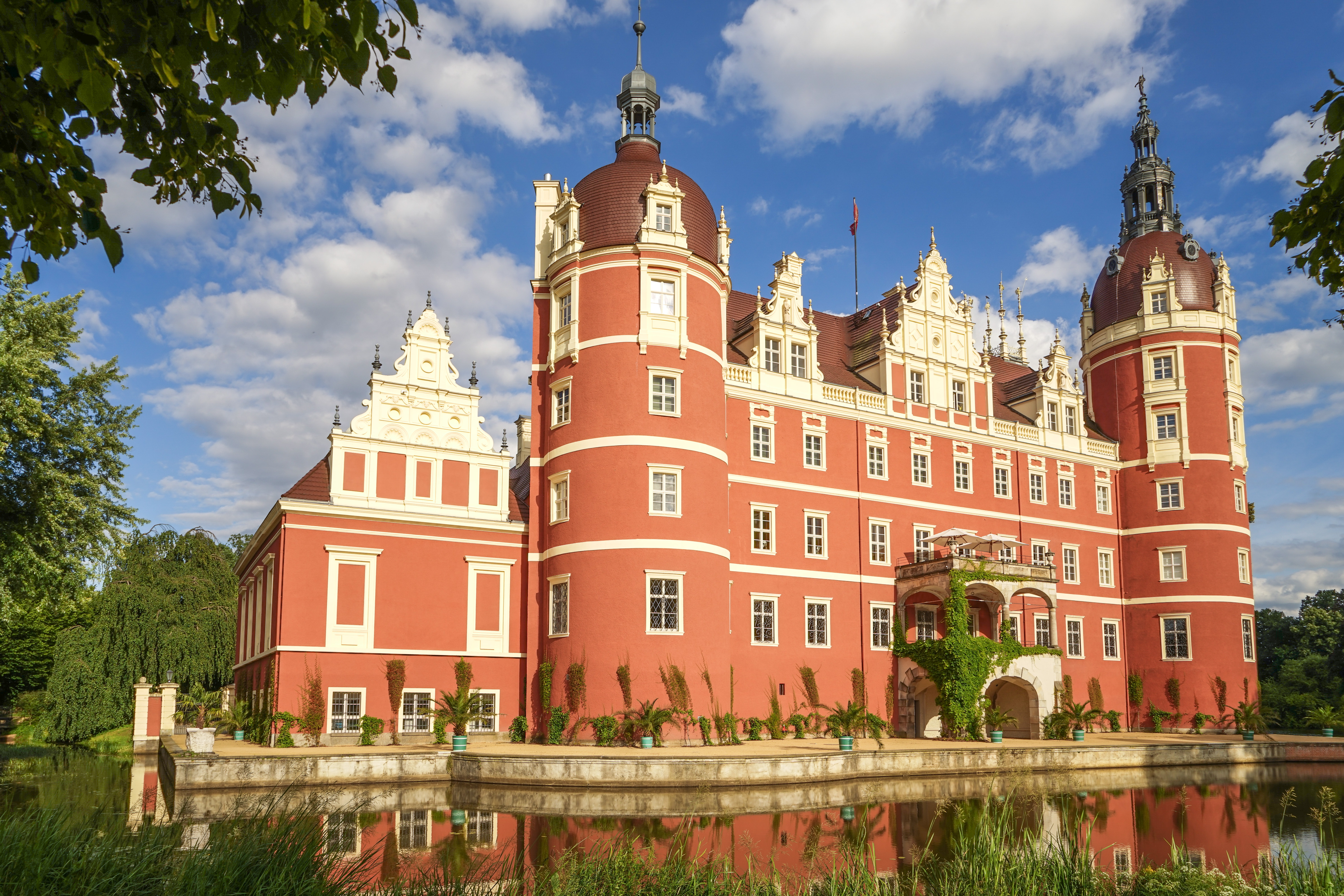
Das Neue Schloss im Fürst-Pückler-Park auf der deutschen Seite der früheren Gemeinde Burglehn Muskau

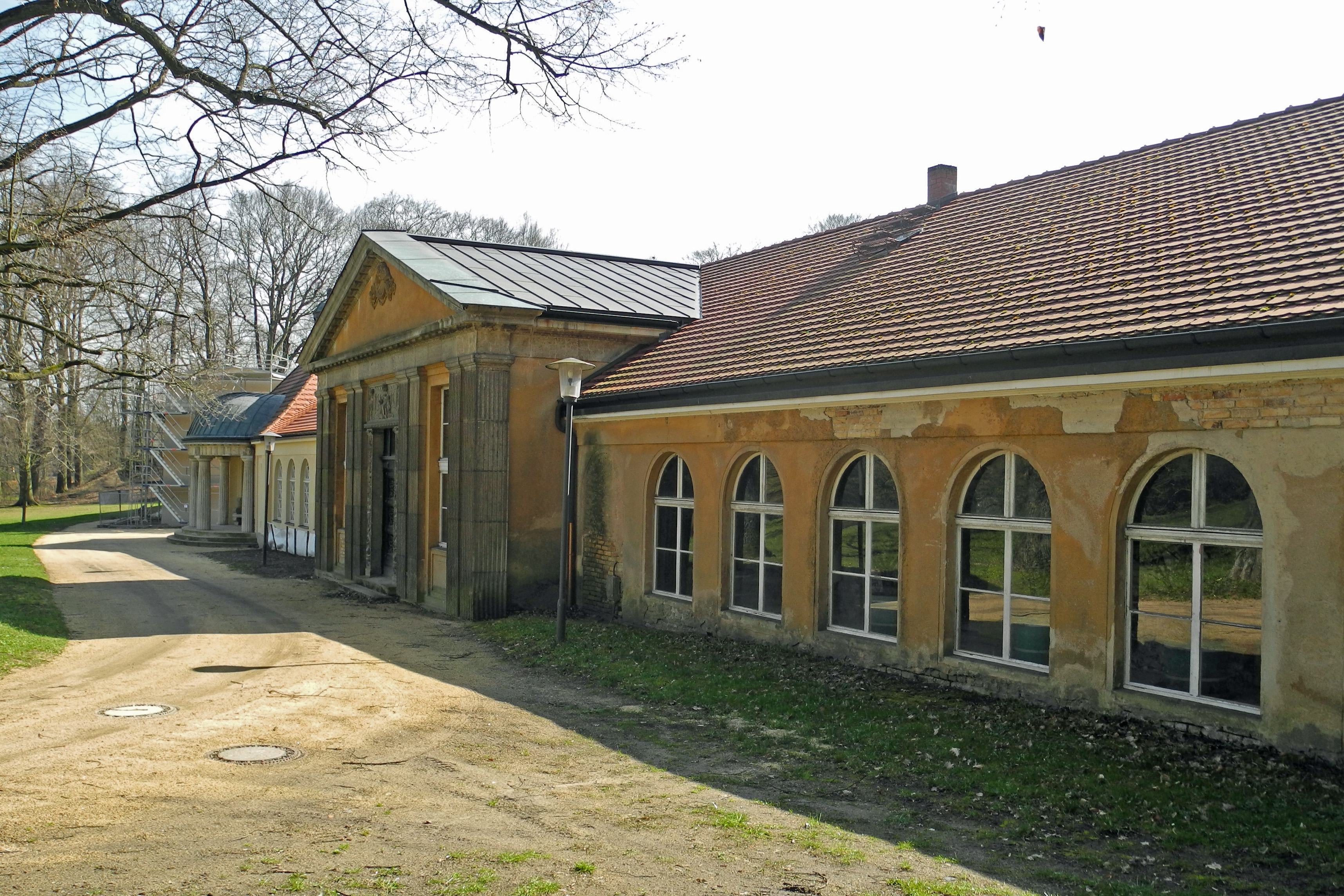
Badehaus Hermannsbad im südlichen Teil des ehemaligen Gemeindegebietes

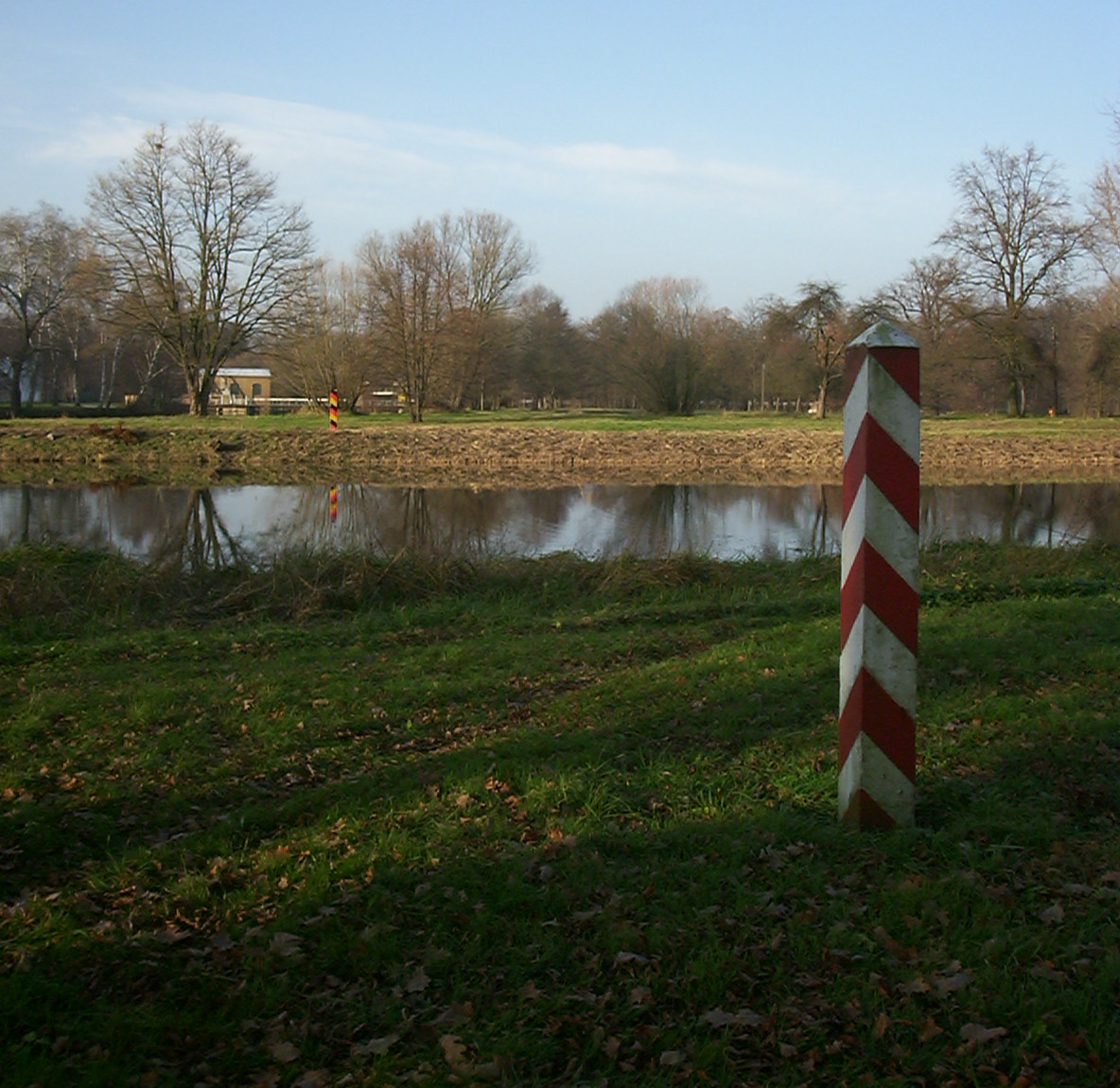
Die Neiße im Fürst-Pückler-Park von polnischer Seite

Burglehn Muskau war eine beidseits der Lausitzer Neiße gelegene Gemeinde im damaligen Landkreis Rothenburg (Ob. Laus.) in der preußischen Provinz Schlesien, die bis 1945 bestand. Sie liegt heute größtenteils auf dem Gebiet der Stadtgemeinde Łęknica (Lugknitz) im Powiat Żarski in der polnischen Woiwodschaft Lebus sowie teilweise auf dem Gebiet der Stadt Bad Muskau im Landkreis Görlitz in Sachsen. Die Gemeinde hatte eine Fläche von 6,01 Quadratkilometern und zählte im Jahr 1939 – bei der letzten Volkszählung vor ihrer Auflösung – 159 Einwohner.

## Lage
Die Gemeinde Burglehn Muskau lag in der Oberlausitz auf beiden Seiten der Lausitzer Neiße, rund sieben Kilometer nordöstlich von Weißwasser, 25 Kilometer östlich von Spremberg und 30 Kilometer südwestlich von Żary. Angrenzende Gemeinden waren zuletzt Neu Tschöpeln im Nordosten, Lugknitz und Krauschwitz (mit Keula) im Süden, Muskau im Westen und Köbeln im Nordwesten. Zur Landgemeinde Burglehn Muskau gehörte der Ortsteil Neustadt.

## Geschichte
Ursprünglich gehörte Burglehn Muskau zum Kurfürstentum Sachsen, das 1806 zum Königreich Sachsen erhoben wurde. Nach der auf dem Wiener Kongress beschlossenen Teilung des Königreiches Sachsen kam Burglehn Muskau mit dem nordöstlichen Teil der Oberlausitz an das Königreich Preußen, wo der Gutsbezirk bei der Gebietsreform im Jahr 1816 dem Landkreis Rothenburg (Ob. Laus.) im Regierungsbezirk Liegnitz der Provinz Schlesien zugeordnet wurde. Burglehn bezeichnet ein zu einer Burg gehörendes Lehngut, in diesem Fall gehörte das Gut zur Standesherrschaft Muskau. Ab 1815 ließ Graf Hermann von Pückler-Muskau auf dem Gebiet von Burglehn Muskau sowie auf Grundstücken der Nachbargemeinde Köbeln den heutigen Fürst-Pückler-Park Bad Muskau anlegen. 1825 bestand Burglehn Muskau aus 32 Wohnhäusern mit 215 Einwohnern. Zum Gutsbezirk gehörten neben dem Schloss und dem Schlosspark noch der Ortsteil Neustadt, das Hermannsbad und eine Brauerei sowie ein Alaunwerk.
Bis 1871 ging die Einwohnerzahl auf 125 zurück. Bei der Volkszählung vom 1. Dezember 1910 hatte der Gutsbezirk Burglehn Muskau 306 Einwohner. Zu diesem gehörten das Rittergut, das Schloss und ein Vorwerk. 1919 wurde die Provinz Schlesien geteilt und Burglehn-Muskau (damals mit Bindestrich geschrieben) lag fortan in der Provinz Niederschlesien. 1925 lebten in Burglehn Muskau 213 Menschen. Im Zuge der Auflösung der Gutsbezirke im Jahr 1928 wurde Burglehn Muskau erst in eine Landgemeinde und 1935 in eine Gemeinde umgewandelt. Bereits ab 1933 gehörte Burglehn Muskau zum Amtsbezirk Lugknitz. 1938 wurden Ober- und Niederschlesien wieder zur Provinz Schlesien vereinigt. Bei der letzten Volkszählung vor ihrer Auflösung hatte die Gemeinde Burglehn Muskau 159 Einwohner. 1941 wurde die Provinz Schlesien wieder geteilt. Gegen Ende des Zweiten Weltkrieges war der Muskauer Park mit deutschen Verteidigungsanlagen durchzogen. Am 16. April 1945 wurde der Park und damit auch das Gebiet der Gemeinde Burglehn Muskau von der Roten Armee eingenommen. Im Mai 1945 brannte das Schloss nieder.
Nach dem Ende des Krieges und der Festlegung der Oder-Neiße-Grenze im August 1945 wurde die Gemeinde Burglehn Muskau geteilt, der auf der östlichen Seite der Lausitzer Neiße gelegene Gemeindeteil wurde in die polnische Stadtgemeinde Lubanica (später in Łęknica umbenannt) und der westlich der Neiße gelegene Teil mit dem Ortsteil Neustadt in die Gemeinde Muskau der Sowjetischen Besatzungszone eingegliedert.